# Иоганн (граф Клеве)
Иоганн (нем. Johann von Kleve; ок. 1300 — 9 декабря 1368) — граф Клеве с 1347 года. Младший сын Дитриха VII Клевского и Маргариты Габсбургской.

## Биография
С раннего детства предназначался для духовной карьеры.
Канонник в Кёльне, Майнце, Трире, Утрехте и Ксантене. С 1320 года декан Кёльнского кафедрального собора.
В 1338 году официально утверждён в качестве наследника своего старшего брата — графа Клеве Дитриха VIII, у которого не было сыновей.
После его смерти (1347) сложил духовный сан и вступил в управление графством.
В том же году женился на Матильде (Мехтильде) Гельдернской, дочери Райнальда II Гельдернского, вдове Годфруа де Лооз-Шини.
Ввязался в войну, которую брат его жены Райнальд III вёл с другим братом — Эдуардом, и за поддержку получил от него сеньорию Эммерих.
Умер 9 декабря 1368 года. Поскольку у него не было законнорождённых детей, ему наследовал племянник — Адольф де Ла Марк.
Его вдова Матильда (Мехтильда) в 1371 году стала графиней Гельдерна и 14 февраля 1372 года в третий раз вышла замуж — за Жана II де Шатильона, графа Блуа и Дюнуа.